# Mont Abang
Le mont Abang, en indonésien Gunung Abang, est un stratovolcan d'Indonésie situé dans le nord de l'île de Bali, sur le rebord oriental de la caldeira du Batur dont il constitue le point culminant avec 2 152 mètres d'altitude.

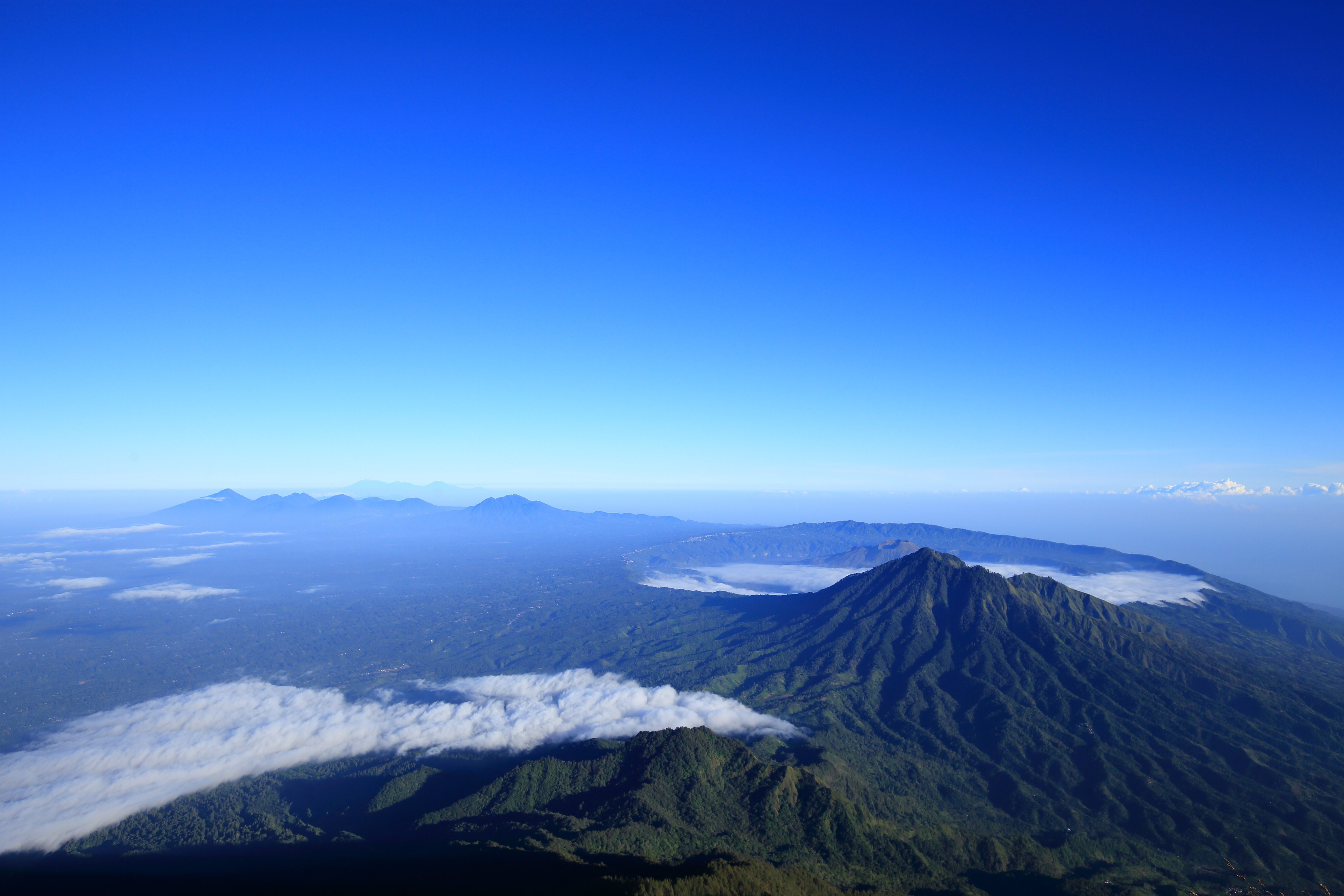
Vue du mont Abang et la caldeira du Batur avec au loin le Bratan depuis l'Agung au sud-est.